# CrossFit
CrossFit es un método de entrenamiento fitness creado en Estados Unidos y propiedad de CrossFit Inc. que designa un entrenamiento deportivo basado en una combinación ejercicios aeróbicos y anaeróbicos, halterofilia, y movimientos funcionales ejecutados a alta intensidad. Es un entrenamiento basado en los ejercicios de cuerpos  militares, policiales y de bomberos.

## Descripción
CrossFit es una técnica de entrenamiento que conecta movimientos de diferentes disciplinas, tales como la halterofilia, el entrenamiento metabólico o el gimnástico.
Consiste en acometer un programa de ejercicios (flexiones, tracción, etc), en un tiempo determinado y con un número definido de veces.
Esta noción tiene como principio mantener intacta la motivación de los deportistas a largo plazo. Se puede realizar de manera individual o en grupo, y las sesiones suelen ser cortas, variadas y adaptables en función del nivel de cada participante.
El creador del CrossFit, Greg Glassman ha diseñado varios grupos, unos bautizados con nombres de mujeres en referencia a los huracanes americanos, y otros con nombres de héroes militares, policías, o bomberos, entre otros, como homenaje. 
Existen también otros grupos que no tienen nombre, simplemente la descripción de los ejercicios. El tiempo de ejecución de cada grupo puede variar, desde solo 5 minutos hasta casi 30 minutos, sin contar el calentamiento y la vuelta a la calma (estiramiento).
Los grupos pueden constar de 1, 2 o 3 grupos de ejercicios, dependiendo de las áreas físicas que se pretenda desarrollar.
Algunos de los atletas de crossfit que han logrado notoriedad son: Katrin Tanja Davidsdottir, Tia-Clair Toomey, Ragnheiður Sara Sigmundsdottir, Samantha Briggs, Rich Froning Jr, Mat Fraser, Ben Smith, Jason Khalipa, Mikko Salo.

## Historia

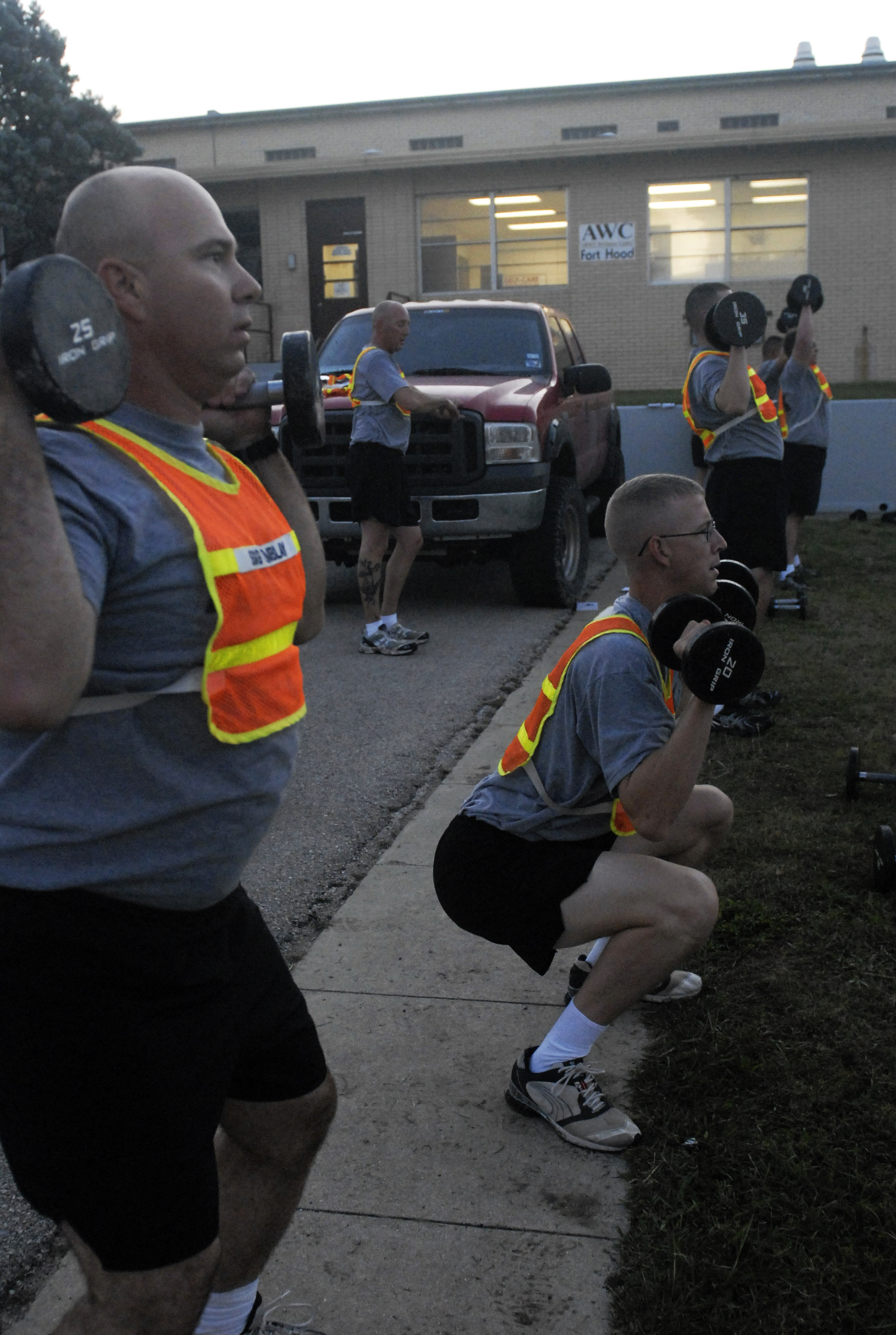
Soldados de la Armada estadounidense haciendo ejercicios durante un entrenamiento de Crossfit

En 1974, un estudiante universitario de 18 años llamado Greg Glassman, que trabajaba con los atletas en varios gimnasios del sur de California, creó un programa de entrenamiento basado en los  movimientos funcionales realizados a alta intensidad, en vez de las rutinas al uso. 
Greg empezó a usar la técnica para entrenar a policías en California. Posteriormente fue usado para el entrenamiento de marinos, bomberos y militares norteamericanos.
En 2021 CrossFit LLC dispone de más de 15 000 boxes (gimnasios) en el mundo.

## Entrenamiento
Los entrenamientos CrossFit o “WOD” (work of the day) duran aproximadamente 60 minutos y se estructuran de la siguiente manera:
- Entrada en calor: Se realiza un calentamiento previo para evitar posibles lesiones. Los ejercicios de calentamiento suelen ser saltos a la comba, abdominales, flexiones de brazo, sentadillas, espinales, saltos de payaso, etc.

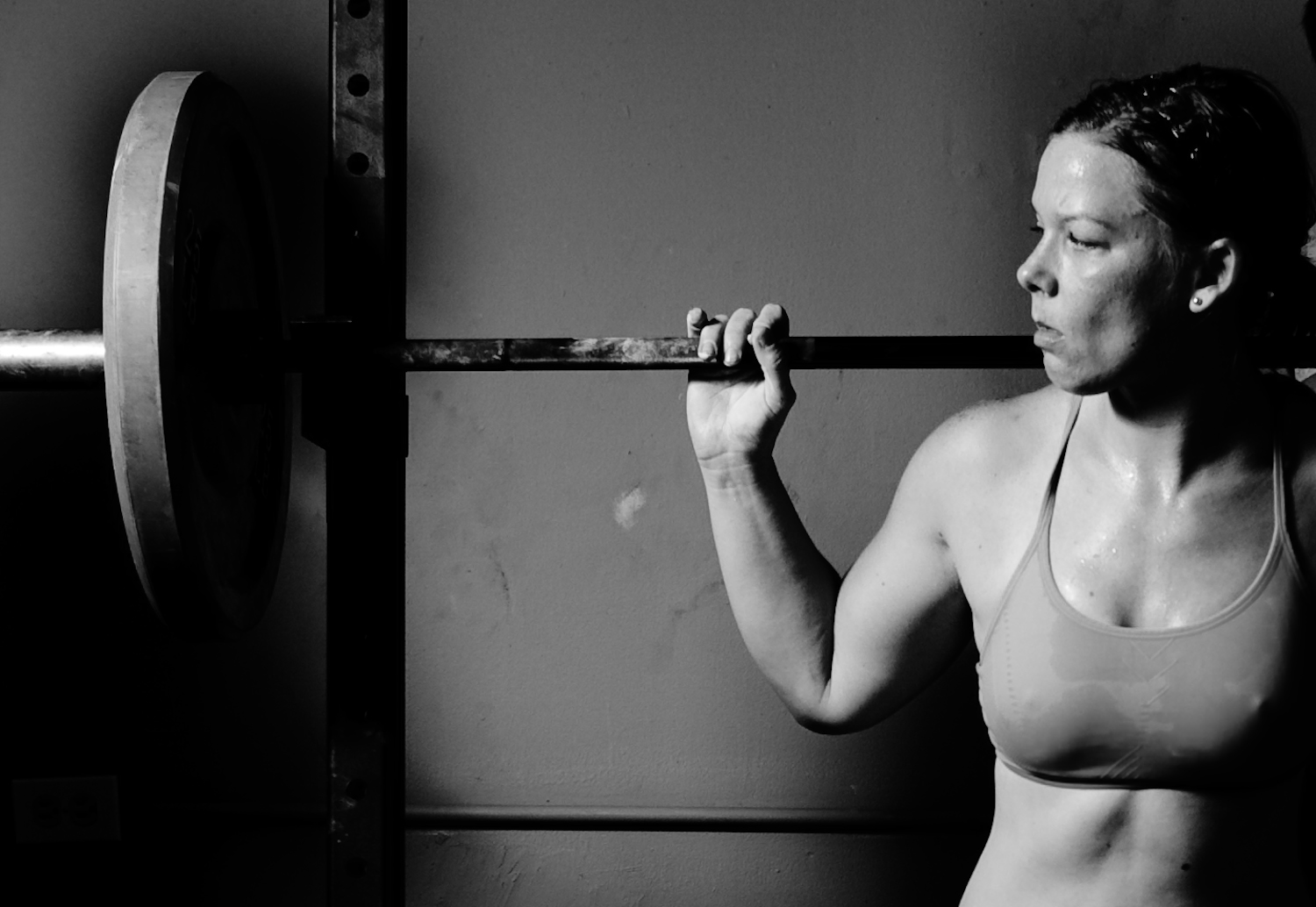
Trabajos de fuerza (con barra) en crossfit

- Trabajos de fuerza (con barra) en crossfitTécnica/Fuerza “A”: En esta parte del entrenamiento se practica la técnica de diferentes ejercicios en los que se desarrolla la fuerza, la técnica y la potencia. Además se busca la mayor cantidad de peso que uno puede hacer dependiendo del ejercicio y la cantidad de repeticiones dadas. Los ejercicios suelen ser Back o Front squat (sentadillas), Deadlift (peso muerto) , Snatch (arrancada), Hang clean (cargar), Hang clean & jerk (cargar y levantar), Planks (plancha abdominal), Bench Press (pesas en banco), etc; a veces pueden estar combinados.
- Parte “B”: Se trata del momento más intenso del entrenamiento en la cual se baja la cantidad de peso en comparación con la parte “A” y se busca aumentar la capacidad respiratoria. Suelen ser combinaciones de los ejercicios anteriormente descritos en la parte "A" y otros sin peso o de resistencia como por ejemplo: saltos, dominadas, anillas, flexiones de brazos, abdominales, carrera a máxima velocidad, balanceo, 'pistols', flexiones haciendo el pino, etc. Hay distintos tipos de WOD. Entre ellos los más utilizados son:

- - AMRAP: (As Many Reps As Possible). Consiste en realizar el mayor número de rondas posibles de las combinaciones de ejercicios que conforman el WOD en un determinado tiempo. (Por ejemplo: Amrap de 20 minutos, dispones de 20 minutos para hacer la mayor cantidad de rondas que puedas).
  - EMOM: (Every Minute On the Minute). En este tipo de WOD se busca realizar cierto número de repeticiones de un ejercicio (o varios) dentro de un minuto durante el mayor número de minutos posible. El tiempo que resta desde el fin del ejercicio marcado hasta el fin del minuto es de descanso. El EMOM termina cuando el atleta no puede terminar dentro del minuto o al cabo de los minutos marcados por el entrenador.
  - POR TIEMPO: Otra forma de entrenamiento consiste en realizar un número de rondas determinadas como meta, en un tiempo límite para cumplir el objetivo o realizar la combinación de ejercicios dada, lo más rápido posible.
  - TABATA: Son 8 rondas en las que se realizan 20 segundos de ejecución de un ejercicio intenso, seguido de 10 segundos de descanso y se cuentan la cantidad de repeticiones totales. Puede ser un TABATA de dos o tres ejercicios diferentes.

Tanto en la parte “A” como en la “B” la cantidad de peso utilizada en cada ejercicio es personalizada y se busca lograr hacer los ejercicios con el peso indicado para cada uno. 
Es recomendable el uso de un reloj o timer para mantener el tiempo preciso, el número de intervalos y el nivel de intensidad.
- Elongación: El preparador o instructor realiza una elongación (estiramiento) grupal de los músculos utilizados en el entrenamiento con el objetivo de prevenir lesiones.

Los ejercicios se realizan dentro del box (lugar de entrenamiento) y dependiendo de su locación y del WOD del día se pueden realizar ejercicios en exteriores.

## Los «Benchmarks» de CrossFit
Hay ciertos WODs que llevan el nombre de una persona como es el caso del Fran, Diane, Murph o Karen. El nombre hace honor a ciertos militares fallecidos en combate. Estos «benchmarks» (en español "punto de referencia") sirven para hacer un test cada cierto tiempo de nivel físico y la progresión del atleta en CrossFit. Se pueden clasificar en dos tipos: The Girls y The Boys.

### The Girls Workouts
| WOD       | Ejercicios | Rondas |
| --------- | --- | --- |
| Angie     | 100 Pull-ups 100 Push-ups 100 Sit-ups 100 Squats                                                                                            | Completar todos los ejercicios en el menor tiempo posible. No se puede saltar a un ejercicio sin haber terminado todas sus repeticiones antes |
| Annie     | 50 Double Unders 50 Sit-ups 40 Double Unders 40 Sit-ups 30 Double Unders 30 Sit-ups 20 Double Unders 20 Sit-ups 10 Double Unders 10 Sit-ups | Completar todos los ejercicios en el menor tiempo posible.                                                                                    |
| Barbara   | 20 Pull-ups 30 Push-ups 40 Sit-ups 50 Squats                                                                                                | 5 rondas con 3 minutos de descanso entre rondas                                                                                               |
| Chelsea   | 5 Pull-ups 10 Push-ups 15 Squats | Hacer todos los ejercicios dentro de cada minuto durante 30 minutos Es un WOD de alta dificultad y resistencia aeróbica.                      |
| Cindy     | 5 Pull-ups 10 Push-ups 15 Squats | Máximas rondas posibles en 20 minutos |
| Claudia   | 20 Kettlebell Swing (24/16kg) 400 meter run                                                                                                 | 5 rondas por tiempo. |
| Diane     | Deadlift (102,5/70 kg) Handstand push-ups                                                                                                   | 21, 15, 9 repeticiones de cada ejercicios por tiempo                                                                                          |
| Elizabeth | Clean (60/40 kg) Ring Dips | 21, 15, 9 repeticiones de cada ejercicios por tiempo                                                                                          |
| Fran      | Thruster (42,5/30 kg) Pull-ups | 21, 15, 9 repeticiones de cada ejercicios por tiempo                                                                                          |
| Grace     | Clean and Jerk (60/40 kg) | 30 repeticiones en el menor tiempo posible |
| Isabel    | Snatch (60/40 kg) | 30 repeticiones en el menor tiempo posible |
| Jackie    | 1000 meter row 50 Thruster (20/10 kg) 30 Pull-ups                                                                                           | En el menor tiempo posible |
| Karen     | 150 Wall Balls | En el menor tiempo posible |
| Linda     | Deadlift 1y1/2 Peso corporal Bench Press Peso corporal Clean 3/4 Peso corporal                                                              | 10/9/8/7/6/5/4/3/2/1 repeticiones de cada ejercicio por tiempo                                                                                |
| Mary      | 5 Handstand push-ups 10 Pistols 15 Pull-ups                                                                                                 | Máximas rondas posibles en 20 min |
| Nancy     | 400 meter run 15 Overhead squat (40/30 kg)                                                                                                  | 5 rondas Por tiempo |

### The boys Workouts
| WOD       | Ejercicios | Rondas                              |
| --------- | --- | ----------------------------------- |
| JT        | Handstand push ups (HSPU) Ring dips Push-ups                                                                                     | 21, 15, 9 por tiempo                |
| Michael   | Run 800 meters 50 Back Extensions 50 Sit-ups                                                                                     | 3 rondas por tiempo                 |
| Murph     | 1 mile Run (1600 metros) 100 Pull-ups 200 Push-ups 300 Squats 1 mile Run (1600 metros)                                           | Por tiempo.                         |
| Daniel    | 50 Pull-ups 400 meter run 21 Thrusters (42,5/30) 800 meter run 21 Thrusters (42,5/30) 400 meter run 50 Pull-ups                  | En el menor tiempo posible          |
| Josh      | 21 Overhead squat (42,5/30) 42 Pull-ups 15 Overhead squat (42,5/30) 30 Pull-ups 9 Overhead squat (42,5/30) 18 Pull-ups           | En el menor tiempo posible          |
| Jason     | 100 Squats 5 Muscle-ups 75 Squats 10 Muscle-ups 50 Squats 15 Muscle-ups 25 Squats 20 Muscle-ups                                  | En el menor tiempo posible          |
| Randy     | 75 power snatch (35/25) | En el menor tiempo posible.         |
| The Seven | 7 Handstand push-ups 7 Thruster (60/42,5) 7 Knees to elbows 7 Deadlift (110/75) 7 Burpees 7 Kettlebell swings (32/24) 7 Pull-ups | 7 rondas en el menor tiempo posible |
| Chad      | 1.000 Step-Ups (Subidas al cajón)                                                                                                | En el menor tiempo posible.         |
| Kalsu     | 100 Thrusters (61/38Kg) *5 Burpees al inicio de cada minuto                                                                      | En el menor tiempo posible.         |

Estos WODS son muy duros y el peso que requieres en las barras es bastante alto para toda aquella gente que no tenga un mínimo de experiencia en la técnica. Se recomienda bajar el peso en todos cualquier ejercicio que pueda suponer un problema y además protegerse las manos con unas calleras de crossfit, así como utilizar magnesio.
- AMRAP: De las siglas en inglés 'As Many Reps As Posible'. Es decir, realizar las máximas repeticiones -o rondas- posibles durante el entreno.[5]
- Metcon (Metabolic Conditioning Workout): Entrenamiento corto de alta intensidad diseñado para mejorar la capacidad cardiovascular y revolucionar el metabolismo.
- Tabata: El método Tabata es un sistema de entrenamiento por intervalos de alta intensidad y corta duración que consiste en realizar 8 series de 20 segundos de trabajo y 10 segundos de descanso para un determinado ejercicio, o combinación de estos.
- WU (Warm Up): Calentamiento y preparación previa al entreno.
- Box: Lugar de entrenamiento en donde se practica CrossFit.
- WOD: Es el entrenamiento que se realiza cada día. Cambia diariamente y nunca es el mismo.
- As RX D: Quiere decir que el deportista ha hecho el WOD según el peso y modalidad indicada.
- Scaled: significa que el WOD fue adaptado para una persona en particular con un peso u modalidad más sencilla.
- Rm: Es la mayor cantidad de peso que el deportista puede levantar en un ejercicio específico. 1rm: Mayor cantidad de peso en una repetición / 5rm: Mayor cantidad de peso en cinco repeticiones.
- Hook Grip: Agarre de pesas en el cual se coloca el dedo gordo alrededor de la barra, pisando con el índice y el mayor el mismo con el objetivo de evitar la caída de la barra.
- Kettlebell(kb): Pesa de origen ruso en forma de bola que tiene una manija para agarrar. Existen de diferentes pesos y se utilizan para distintos ejercicios como por ejemplo: Swings, Snatch con brazo, Farmer’s Carry, etc.
- D.U: manera de saltar la soga en la cual la cuerda pasa dos veces por debajo de los pies en un mismo salto.
- HSPU: Hand stand push up. Ejercicio que se realiza haciendo una vertical contra la pared y una flexión de brazos hasta que la cabeza toque el suelo y se vuelve a la posición original.
- OHS: Over head squat. Sentadilla realizada mientras los brazos sostienen con un agarre amplio la barra por encima de la cabeza.
- T2B: Toes to bar. El deportista se cuelga de una barra y hace llegar las puntas de los pies a la barra.

Hombre haciendo burpees.

- Hombre haciendo burpees.Burpees: Es una flexión y un salto. Son muy utilizados para entrar en calor.
- EMOM: De las siglas en inglés Every Minute on the Minute. Es un tipo de entrenamiento basado en realizar cierto número repeticiones de un ejercicio específico durante un periodo de tiempo de un minuto, luego el tiempo que haya sobrado de ese minuto, se toma como tiempo de descanso hasta volver a empezar otra ronda de un minuto.
- Rowing: Es uno de los ejercicios que se realiza en máquina, la cual se la conoce como Remo, y por lo general te cuenta tu trabajo en Cal (calorías).
- K2E: (Knees to Elbow) Elevación de rodillas al pecho colgando de una barra.[2]

## Crossfit Open
Cada año empieza una nueva temporada que se denomina "Open". Cualquier persona puede inscribirse para competir en cinco sesiones de entrenamiento durante cinco semanas y publicar sus puntuaciones avaladas por un instructor certificado por CrossFit en la página oficial de CrossFit Games. En el año 2024, más de 344.000 atletas se apuntaron al Open.
El Open actúa como primera etapa de clasificación para los CrossFit Games. Los mejores atletas de cada región avanzan a la siguiente fase, que puede incluir competiciones presenciales como los Quarterfinals y Semifinals antes de llegar a los Games. Este proceso garantiza que solo los atletas más preparados y versátiles lleguen a la etapa final.